# 合江镇 (成都市)
合江镇，是中华人民共和国四川省成都市双流区曾经下辖的一个镇。2019年12月，撤销太平镇、合江镇，设立太平街道。

## 行政区划
合江镇撤销前下辖以下地区：
罗家坡社区、龙井村、鹿林村、南天寺村、天灯村、丹景山村、三峨湖村和鹿溪村。